# Municipio de Gridley
El municipio de Gridley (en inglés: Gridley Township) es un municipio ubicado en el condado de McLean en el estado estadounidense de Illinois. En el año 2010 tenía una población de 1913 habitantes y una densidad poblacional de 13,55 personas por km².

## Geografía
El municipio de Gridley se encuentra ubicado en las coordenadas 40°43′3″N 88°53′26″O / 40.71750, -88.89056. Según la Oficina del Censo de los Estados Unidos, el municipio tiene una superficie total de 141.15 km², de la cual 141,11 km² corresponden a tierra firme y (0,03 %) 0,04 km² es agua.

## Demografía
Según el censo de 2010, había 1913 personas residiendo en el municipio de Gridley. La densidad de población era de 13,55 hab./km². De los 1913 habitantes, el municipio de Gridley estaba compuesto por el 96,97 % blancos, el 0,68 % eran afroamericanos, el 0,26 % eran amerindios, el 0,26 % eran asiáticos, el 0,52 % eran de otras razas y el 1,31 % eran de una mezcla de razas. Del total de la población el 1,36 % eran hispanos o latinos de cualquier raza.